# 陆军官校“八百壮士跳黄河”乌龙事件
陆军官校“八百壯士跳黃河”烏龍事件是指中華民國陸軍軍官學校在2015年6月引用伪史“八百壯士跳黃河”的一起烏龍事件。陸軍官校在文獻中誤植了八百壯士為了抗日而集體跳黃河殉國，然而此事並未載於中華民國國軍任何戰史紀錄；第一時間被發現後，陸軍官校卻將錯誤的責任推給中文維基百科，因而招致台灣媒體罕見對陸軍官校的一致抨擊。
中華民國國軍並非第一次在宣傳文宣上出大錯。同年3月，中華民國陸軍步兵206旅舉辦懇親會時，曾將解放軍的照片誤引為國軍，用來作為宣傳照，遭陸軍司令部要求撤圖並檢討失職人員責任。

## 經過
2015年6月，陸軍官校舉辦「紀念抗戰勝利七十週年暨九十一週年校慶」，並同時推出《黃埔薪傳》郵摺。其中有16幅圖片，內容包括了廬山聲明、女童軍楊惠敏等史料；但是，其中一張照片加註了「八百壯士跳黃河」。由於國軍戰史中記載的八百壯士是死守四行倉庫，而四行倉庫位於距黃河數百公里之遙的上海，記載中也無八百壯士集體跳河之事，因而引發爭議。當媒體報導陸軍官校此一明顯錯誤後，校方隨即發出新聞稿稱，部分圖片「引用維基百科戰史，或有爭議」，對於外界的指正，校方「表示尊重」。
而中華民國維基媒體協會回應，稱「詳查條目『四行倉庫保衛戰』並無該項內容」，「『中國抗日戰爭』也未有記載」；「目前看起來，維基人應該未讓八百壯士跳黃河，建議陸軍官校應再次了解該出版品考據由來。」
最後，陸軍官校發表新聞稿，稱「未詳加考證及審核，錯誤引用資料」，深感歉意，並表示將以此事作為案例宣教。

## 考证
八百壯士跳黃河之說，早在中國大陸網上流傳多年。最早是因作家陳忠實在2004年9月4日發表的一篇文章《一段几乎湮没的史实：中条山八百壮士血祭黄河》，後來為歷史小說《立马中条》正式出版時的序。陳文引述了書中第17章〈血祭黃河〉的情節，稱1939年6月6日，日軍進攻中條山的西北軍防禦陣地，經過一番激戰後，有800名士兵不願被俘虜，選擇跳入黃河之中；而陳文之中又稱曾與該部小說的作者之一談論過此事的細節。2005年7月，《南都周刊》的一位記者採訪了陳文之中所提到的作者张君祥。張君祥稱，800名壯士集體跳黃河自盡是「在历史真实的基础上，用艺术手法塑造的」，而800人的數字是戰後國民革命軍第四集團軍在河灘撈起了800多具屍體。而中日双方战史中均没有记载“集体跳河”一事。